# Luis Alberto Romero Alconchel
Luis Alberto Romero Alconchel (San José del Valle, 28 september 1992) - alias Luis Alberto - is een Spaans profvoetballer die doorgaans als aanvallende middenvelder of buitenspeler dienstdoet. Hij verruilde Liverpool in augustus 2016 voor SS Lazio. Luis Alberto debuteerde in 2017 in het Spaans voetbalelftal.

## Clubcarrière
Luis Alberto speelde vanaf 2004 in de jeugdopleiding van Sevilla FC. Hij debuteerde op 16 april 2012 in het eerste elftal in een competitiewedstrijd tegen Getafe CF. Daarna speelde hij nog enkele wedstrijden voor Sevilla FC, maar een vaste waarde wist hij niet tot worden. In het seizoen 2012/13 speelde Luis Alberto op huurbasis in het tweede elftal van FC Barcelona. In 2013 volgde een transfer naar de Liverpool, dat circa €8.500.000,- voor hem betaalde.
Ook in zijn tijd bij Liverpool bleef een doorbraak uit. Luis Alberto kwam in zijn eerste seizoen tot negen invalbeurten. Daarna verhuurde Liverpool hem eerst voor een jaar aan Málaga CF en daarna voor een jaar aan Deportivo La Coruña. SS Lazio nam Luis Alberto in augustus 2016 definitief over. Hier groeide hij in het seizoen 2017/18 onder coach Simone Inzaghi uit tot basisspeler.

## Clubstatistieken
| Seizoen | Club                  | Competitie         | Wed. | Goals |
| ------- | --------------------- | ------------------ | ---- | ----- |
| 2010/11 | Sevilla               | Primera División   | 2    | 0     |
| 2011/12 | Sevilla               | Primera División   | 5    | 0     |
| 2012/13 | → FC Barcelona B      | Segunda División A | 38   | 11    |
| 2013/14 | Liverpool             | Premier League     | 9    | 0     |
| 2014/15 | → Málaga CF           | Primera División   | 15   | 2     |
| 2015/16 | → Deportivo La Coruña | Primera División   | 29   | 6     |
| 2016/17 | SS Lazio              | Serie A            | 9    | 1     |
| 2017/18 | SS Lazio              | Serie A            | 34   | 11    |
| 2018/19 | SS Lazio              | Serie A            | 27   | 4     |
| 2019/20 | SS Lazio              | Serie A            | 25   | 4     |

## Interlandcarrière
Luis Alberto debuteerde op 11 november 2017 onder bondscoach Julen Lopetegui in het Spaanse nationale elftal, in een met 5–0 gewonnen oefeninterland tegen Costa Rica.

## Erelijst
| Coppa Italia | 1x | 2018/19    |
| Supercoppa   | 2x | 2017, 2019 |

2 Gigot ·
3 Pellegrini ·
4 Patric ·
5 Vecino ·
6 Rovella ·
7 Dele-Bashiru ·
8 Guendouzi ·
9 Pedro ·
10 Zaccagni  ·
11 Castellanos ·
13 Romagnoli ·
14 Noslin ·
18 Isaksen ·
19 Dia ·
20 Tchaouna ·
22 Castrovilli ·
23 Hysaj ·
26 Bašić ·
28 Anderson ·
29 Lazzari ·
30 Tavares ·
34 Gila ·
35 Mandas ·
77 Marušić ·
92 Akpa Akpro ·
94 Provedel ·
Coach: Baroni